# Byttneria implacabilis
Byttneria implacabilis är en malvaväxtart som beskrevs av C.L. Cristobal. Byttneria implacabilis ingår i släktet Byttneria och familjen malvaväxter. Inga underarter finns listade i Catalogue of Life.